# 瓦切斯劳·赫莱布
维亚切斯拉夫·赫莱布（Vyacheslav Hleb，1983年2月12日—），是白俄罗斯职业足球运动员，由于他的亲哥哥亚历山大·赫莱布在足坛成名较早，他也被称为小赫莱布。
他的职业生涯受其兄长的帮助起步于斯图加特青年队，之后曾效力过德甲汉堡、瑞士苏黎世草蜢队。2005年，赫莱布回到白俄罗斯国内加盟MTZ莱普队，四个赛季出场72次打进29球。
2009年2月，赫莱布通过试训后正式加盟中国球队上海申花，签订了最长三年的2+1合同，转会费和合同总额达190万欧元。赫莱布加盟后的表现非常出色，在第一赛季成为队内的最佳射手及助攻王。但赛季后申花队新上任的主教练布拉泽维奇却认为赫莱布不符合自己的战术体系。赫莱布只能寻求转会，但由于尚有一年合同并于2010年2月被上海申花租借到另一支中国球队深圳红钻。
2011年，赫莱布再次返回白俄罗斯，加盟自己的第一个职业俱乐部明斯克迪納摩。同年8月，赫莱布转会加盟德乙球队FSV法兰克福。